# Carl Schneider (Tierzüchter)
Carl Theodor Schneider (* 28. Januar 1902 in Leer, Ostfriesland; † 8. November 1964 in Hofschwicheldt, Landkreis Peine, Niedersachsen) war ein deutscher Landwirt und Tierzüchter.

## Leben und Wirken
Nach der Reifeprüfung auf dem Realgymnasium in Leer und vier Jahren praktischer Ausbildung studierte er von 1924 bis 1927 an der Universität Göttingen Landwirtschaft. Es folgte die zweijährige Tätigkeit als Zuchtleiter in einem Betrieb bei Göttingen mit einer Stammherde Deutscher Edelschweine, in dem er Material für seine spätere Dissertation sammeln konnte. Nach kurzer Anstellung im Tierzuchtinstitut der Universität Göttingen (bei Jonas Schmidt) arbeitete er ab 1929 als Tierzuchtinspektor und wissenschaftlicher Assistent an der Preußischen Versuchs- und Forschungsanstalt für Tierzucht in Tschechnitz bei Breslau (Direktor: Wilhelm Zorn). Dabei promovierte er 1933 an der Universität Göttingen zum Dr. phil. 1935 wurde er Mitpächter der Domäne Ruthe bei Hildesheim und 1940 Pächter der Domäne Hofschwicheldt bei Rosenthal, Kreis Peine, mit einer Betriebsgröße von 280 Hektar. Hier baute er erfolgreiche Zuchten des Schwarzbunten Niederungsrindes, des Merinofleischschafes, des Cornwall- und des Deutschen Edelschweines, von Warmblut- und Kaltblutpferden sowie von Geflügel auf und konnte so seine wissenschaftliche Kenntnisse in der landwirtschaftlichen Praxis erfolgreich umsetzen. Dadurch erwarb er sich unter seinen Berufskollegen und in zahlreichen ehrenamtlichen Gremien eine große Anerkennung.

## Hauptwerk (Auswahl)
- Entwicklung und Stand der Schwarzbuntzucht im Rindviehzuchtverein Hildesheim. Diplomarbeit an der Univ. Göttingen, 1927.
- Über die Milchleistung der Sauen des deutschen Edelschweines und die Gewichtsentwicklung der Ferkel während einer achtwöchigen Säugezeit. Diss. an der Abteilung Landwirtschaft der Philosoph. Fakultät der Univ. Göttingen, Landw. Jahrbücher, Bd. 80, H. 3, 1934, S. 353–391.

## Ehrenämter
- Vorsitzender der Herdbuchgesellschaft Südhannover-Braunschweig
- Vorsitzender der Arbeitsgemeinschaft Deutscher Rinderzüchter (ADR)
- Stellvertretender Vorsitzender der Arbeitsgemeinschaft Deutscher Tierzüchter (ADT)
- 1949 Mitgründer der Europäischen Vereinigung für Tierzucht (EAAP)
- 1953 bis 1964 Vorsitzender des Ausschusses für Tierzucht und Mitglied des Vorstandes der Deutschen Landwirtschaftsgesellschaft (DLG)
- Vorsitzender des Verwaltungsrates der Deutschen Zucht- und Nutzvieh Im- und Export GmbH (IMEX) der Deutschen Zuchtverbände.
- 1954 Vorsitzender der Gesellschaft der Freunde der Tierärztlichen Hochschule Hannover
- Mitglied des Kuratoriums des Max-Planck-Instituts für Tierzucht und Tierernährung Mariensee-Trenthorst
- Mitglied des Kuratoriums der Bundesforschungsanstalt für Milchwirtschaft in Kiel
- Vorstandsmitglied der Deutschen Gesellschaft für Züchtungskunde (DGfZ). Hier setzte er sich mit Prof. W. Zorn besonders für die Reorganisation nach dem Ende des Zweiten Weltkrieges ein.

## Auszeichnungen
- Ehrenvorsitzender der Herdbuchgesellschaft Südhannover-Braunschweig,
- 1953 Ehrensenator der Tierärztlichen Hochschule Hannover
- 1959 Verdienstkreuz I. Klasse des Verdienstordens der Bundesrepublik Deutschland
- 1962 Ehrenpromotion zum Dr. sc. agr. h. c. durch die Georg-August-Universität Göttingen
- 1962 Hermann-von-Nathusius-Medaille in Gold der Deutschen Gesellschaft für Züchtungskunde e. V. (DGfZ) (1)
- Stiftung des Carl-Theodor-Schneider-Preises durch die DLG als höchste Auszeichnung der DLG für Tierzucht[1]